# Pont des Marchands
Die Pont des Marchands (dt. Händlerbrücke) ist eine historische Brücke in Narbonne in Frankreich. Sie führt über den durch die Altstadt verlaufenden Canal de la Robine und ist mit Häusern bestanden. Die Spannweite ihres Segmentbogens beträgt ca. 15 m. Zu römischer Zeit bestand das Bauwerk aus sechs Bögen.